# François Lenormand
Pour les articles homonymes, voir Lenormand.
François Xavier Paul Lenormand, abrégé en François Lenormand, est un homme politique français né à Saint-Servan le 10 septembre 1825 et mort au même endroit le 22 août 1913. Il fut conseiller général du canton de Saint-Malo-Sud et maire de Saint-Servan du 13 février 1877 au 20 mai 1888.

## Biographie

### Famille
Fils de Yves François Marie Lenormand (1792-1858), propriétaire, et de Jeanne Louise Louret (1802-1831), François Xavier Paul Lenormand a six frères et sœurs :  
- Louis Marie Lenormand (1822-1892)
- Julien Marie Lenormand (1824-1825)
- François Marie Lenormand (1825-1913)
- Charles Marie Lenormand (1825-1838)
- Jean Marie Lenormand (1828-1830)
- Marie-Thérèse Désirée Lenormand (1830-1889)
- Jeanne Marie Lenormand (1831-1843)

### Carrière en politique
Originaire de Saint-Servan, il devient conseiller municipal en 1855.  
Il fut membre du tribunal de commerce de 1869 à 1873, vice-président puis président de la chambre de commerce de Saint-Malo en 1879. Élu conseiller général du Canton de Saint-Malo-Sud de 1877 à 1895, il est également maire de Saint-Servan de 1877 à 1888.  

### Décès
Il meurt à Saint-Servan le 22 août 1913 à l'âge de 87 ans.

## Distinction
- Chevalier de la Légion d'honneur (9 juillet 1883)[1]

## Sources
1. ↑  « Recherche - Base de données Léonore », sur www.leonore.archives-nationales.culture.gouv.fr (consulté le 10 janvier 2023)